# MUSE
MUSE (Mission to Uranus for Science and Exploration) — запропонована ЄКА європейська місія дослідження Урана безпілотним космічним апаратом, що буде присвячена вивченню його атмосфери, внутрішніх шарів, супутників, кілець і магнітосфери. Його пропонується запустити з допомогою ракети Ariane 6 у 2026 році, тоді він досягне Урана через 16,5 року, у 2044 році, і працюватиме до 2050 року.
Європейський центр управління польотами моніторив та контролював би місію, а також збирав би інформацію, що поступала б з КА. У 2012 році оцінка вартості місії була 1,8 млрд  євро. Місія стосується тем, прописаних у візії ЄКА Cosmic Vision на 2015—2025 роки Вона була розроблена як місія класу L-Class flagship level mission. Однак, місія обмежена своєю потребою в РІТЕГах. MUSE також аналізувався в США як Enhanced New Frontiers class mission у 2014 році.